# Equatoriaalsextant

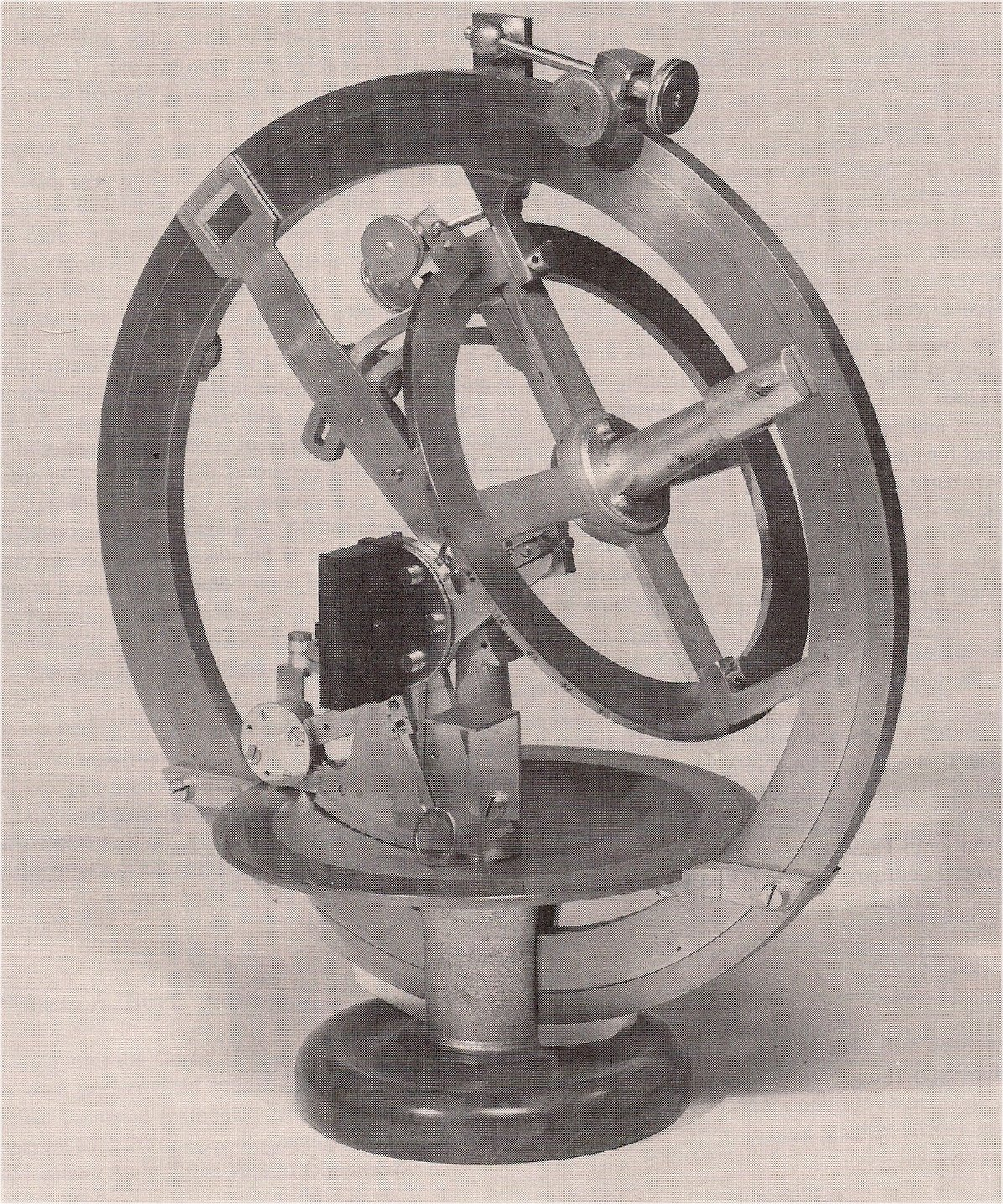
Equatorial Sextant

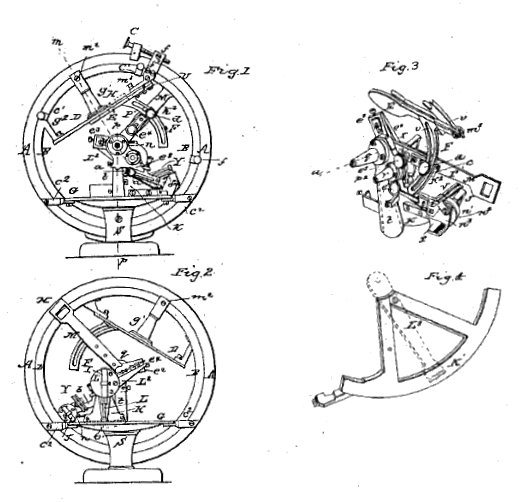
Patent No. 16,002 drawing figures of William Burt's "Equatorial Sextant"

De equatoriaalsextant, ook bekend als een hoogte-instrument, werd voor uitgevonden door William Austin Burt. Hij heeft dit gepatenteerd op 4 november 1856 in de V.S.A. onder patent nr. 16002 A.  Het doel van dit type sextant was om een ware koers door het water te verkrijgen van een schip op zee met inbegrip van lokale breedte, lokale lengte en dit zonder rekenwerk van de 
navigator. Burt paste de principe’s van zijn eigen zonnekompas toe om tot deze uitvinding te komen.

## Geschiedenis
Op een dag in 1851, toen hij vanuit Europa op terugreis was naar Philadelphia, nam Burt opzettelijk een trager zeilschip mee om dit te kunnen observeren vanuit een grotere boot. Hij wou zien wat er gebeurde op zee en nam hiervan nota op deze lange oceaanreis. Hij had nieuwe ideeën en wou deze toepassen op zijn toen bestaande zonnekompas om een nieuw instrument uit te vinden voor zeevarenden. Hij had als doel het navigeren op zee te vereenvoudigen; net zoals hij had kunnen realiseren voor cartografen op het land. 

### Probleem van het magnetisch kompas
Burt zag tijdens zijn zes weken durende reis dat de kapitein van het schip zich had laten misleiden door het magnetisch scheepskompas; dat ervoor zorgde dat het schip enkele malen uit koers ging zodat men veel later dan voorzien aankwam op de plaats van bestemming. Gedurende zijn reis experimenteerde hij en kwam tot nieuwe inzichten zodat hij in staat was om zijn zonnekompas te wijzigen in een nieuw instrument voor zeevarenden.

### Geboorte van de equatoriaalsextant
De Equatoriaalsextant was geboren en voldeed aan zijn verwachtingen. Hij twijfelde tussen ”Marine zonnekompas”,”rekensextant”, en “Pantalobe”, maar de “Equatoriaalsextant” was een vergevorderde afgeleide van een gewone sextant en daarom koos hij voor deze optie. Zo kon hij zeelui een betrouwbaar instrument geven die hen de weg kon tonen, net zoals zijn zonnekompas dat kon voor cartografen aan land. Het klassieke magnetisch kompas faalde op zee omdat de variatie op zee varieert a.h.v. de lokale magnetische invloeden veroorzaakt door het Aardmagnetisme.

### Periode van ontdekken en opleiden
Kort nadat hij zijn equatoriaalsextant had ontworpen ging hij met pensioen als een opzichter zodat hij zijn tijd kon spenderen aan zijn nieuwe uitvinding. Hij verhuisde naar Detroit met dit doel voor ogen. Hij richtte zijn eigen firma op: “ Burt & Bailey company of Detroit”. Deze firma bouwde het eerste prototype tegen de eerste helft van 1855. Burt verkreeg hiermee een betrouwbare aflezing met een nauwkeurigheid beter dan 5 graden aan boord van het schip “Illinois” op zijn eerste reis door het Soo Kanaal op 18 juni 1855.
Burt leidde enkele Amerikaanse meerkapiteins op in het gebruik van zijn nieuwe sextant en gaf hen lessen in astronomie en navigatie. De kapiteins vergaarden hierdoor belangrijke kennis en ze waren zo in staat om in de winter de Atlantische Oceaan zonder enig probleem te doorkruisen op hun meerschoeners.

### Patenteren
Burt stuurde in maart 1856 een staal van zijn Equatoriaalsextant op naar de toenmalige “Navy” en één naar de toenmalige “Coastguard” van de V.S.. Beiden kwamen tot consensus dat Burt’s sextant voldeed aan het doel van het ontwerp. Zijn precisie instrument werd verder afgewerkt en er werd een patent ingediend op 15 november 1856. 

### Een man met ambitie
Burt zag potentieel in zijn uitvinding om het voor iedereen mogelijk te maken om zijn weg te vinden op de Aarde dan louter alleen cartografen of bedrijven om ertsen te ontginnen. Het kon een instrument worden die elke kapitein mee had aan boord om in een zeer korte tijdspanne zijn positie en voorligging heel nauwkeurig te bepalen.

### Nut van zijn ontdekking
Burt claimde in zijn patent dat hij een gewone sextant naar een nieuw niveau bracht door het aanbrengen van zijn mechanische technieken van horizontale- en equatoriale bewegingen om de breedte, tijd, azimut, hoogte en declinatie van een hemellichaam af te lezen zonder daarbij wiskundig te hoeven rekenen omdat men deze waarden simpelweg kon aflezen. Veel problemen in astronavigatie werden zo onmiddellijk opgelost in één enkele manipulatie door het gebruik van de Equatoriaalsextant. Het had de mogelijkheid om alles af te lezen i.p.v. het te berekenen waardoor wiskundige fouten zich niet konden manifesteren.
Burt stierf echter twee jaar na het patenteren van zijn uitvinding en was zo niet meer in staat om zijn sextant verder te perfectioneren.

## Doel van de equatoriaalsextant
Bepalen van de positie en de ware koers door het water te volgen door het schip.

### Functionaliteiten
Burt’s instrument werd gebruikt om azimut, hoogte, tijd en declinatie met een enkele observatie af te lezen. Hierdoor kon men de ware koers door het water van het schip bepalen. Men hoefde hiervoor geen ingewikkelde wiskundige berekeningen uit te voeren, men diende enkel maar de verschillende geconstrueerde ringen deskundig af te lezen en men had zijn positie en voorligging bepaald m.b.v. een marinechronometer.

### Onderdelen
Er waren twee hoofdringen. De binnenste ring kon 90 graden roteren in een buitenring en duidde de breedte aan. De buitenring was de meridiaanring en hieraan zat ook nog een azimutring bevestigd.

### Bepalen van positie
Men observeerde een hemellichaam zoals de Maan of de Zon en men kon onmiddellijk aflezen wat zijn azimut, hoogte, declinatie en breedte was op dat moment. Op het moment van aflezen noteerde men de tijd en hiermee was men in staat op de ware lengte te bepalen van het schip. Bij herhaling van enkele metingen kon men zo de lokale magnetische variatie bepalen. Op zijn beurt kon hiermee dan de ware koers van het schip worden bepaald.